# Locatio conductio
Locatio conductio – w starożytnym Rzymie był to kontrakt najmu. Mógł on polegać na świadczeniu pracy, wykonaniu usługi lub też daniu rzeczy w używanie.
Podobnie jak emptio venditio, locatio conductio tworzyło zobowiązanie dwustronne równoczesne, oparte na dobrej wierze. Owe zobowiązanie było chronione za pomocą dwóch skarg – actio locati i actio conducti. Lokator (locator) udostępniał konduktorowi (conductor) swoje dobra (pracę, rzecz, surowce do wykonania dzieła; jedynie przy najmie dzieła), w zamian za co konduktor płacił określone wynagrodzenie (przy najmie dzieła świadczenie konduktora polegało na wykonaniu zamówionego dzieła).

## Odpowiedzialność za wady przekazanej rzeczy
Juryści rzymscy zauważali podobieństwa pomiędzy kontraktami emptio venditio i locatio conductio – cena i czynsz są wyrażone w pieniądzu, a także mogą być swobodnie kształtowane przez strony. Postrzeganie tych podobieństw wpływało na ocenę przypadków ujawnienia się wady rzeczy wziętej do odpłatnego korzystania.

### Wady prawne
Oddający rzecz do korzystania w ramach locatio conductio nie musiał być jej właścicielem. Jednak jeśli przedmiot umowy został w czasie jej trwania odebrany przez właściciela, to zgodnie ze znaną z emptio venditio zasadą ewikcji dopuszczono dochodzenie odszkodowania odpowiadającego wielkości naruszonego „interesu” także za pomocą actio locati.

## Podział locatio conductio
Wyodrębnienie się z kontraktu locatio conductio kilku typów umów był konsekwencją uwzględnienia w prawie odmienności między praktycznym sensem różnych objętych kontraktem sytuacji życiowych.
1. Najem rzeczy (locatio conductio rei) – zobowiązanie lokatora do wydania rzeczy do czasowego używania konduktorowi, w zamian za co ten drugi zobowiązywał się płacić określone wynagrodzenie w pieniądzach.
2. Najem dzieła (locatio conductio operis) – zobowiązania wykonawcy dzieła do wykonania go dla zamawiającego.
3. Najem pracy (locatio conductio operarum) – polegał na zobowiązaniu pracownika do świadczenia pracy na rzecz pracodawcy.